# 485-й отдельный зенитный артиллерийский дивизион
485-й отде́льный зени́тный артиллери́йский дивизио́н — воинское подразделение вооружённых СССР в Великой Отечественной войне.

## История
Дату и место формирования установить не удалось.
Принимал участие в Зимней войне
В составе действующей армии во время ВОВ с 24.06.1941 года по 05.12.1941.
С начала боевых действий обеспечивал противовоздушную оборону частей 50-го стрелкового корпуса. По-видимому, реально разгромлен ещё в августе 1941 года, так как довольно сложно представить его отход из Выборга, к тому же с вооружением.
Однако, расформирован только 05.12.1941, до этого официально находился в составе 23-й армии

## Полное наименование
- 485-й отдельный зенитный артиллерийский дивизион

### Подчинение
| Дата            | Фронт                       | Армия      | Дивизия                | Бригада | Полк | Примечания |
| --------------- | --------------------------- | ---------- | ---------------------- | ------- | ---- | ---------- |
| 22.06.1941 года | Ленинградский военный округ | 23-я армия | 50-й стрелковый корпус | -       | -    | -          |
| 01.07.1941 года | Северный фронт              | 23-я армия | 50-й стрелковый корпус | -       | -    | -          |
| 10.07.1941 года | Северный фронт              | 23-я армия | 50-й стрелковый корпус | -       | -    | -          |
| 01.08.1941 года | Северный фронт              | 23-я армия | -                      | -       | -    | -          |
| 01.09.1941 года | Ленинградский фронт         | 23-я армия | -                      | -       | -    | -          |
| 01.10.1941 года | Ленинградский фронт         | 23-я армия | -                      | -       | -    | -          |
| 01.11.1941 года | Ленинградский фронт         | 23-я армия | -                      | -       | -    | -          |
| 01.12.1941 года | Ленинградский фронт         | 23-я армия | -                      | -       | -    | -          |